# Marcelo de Faria
Pour les articles homonymes, voir Edson.
Édson Marcelo de Faria Manfron ou Édson ou Marcelo de Faria, né le 8 février 1979 à Curitiba (Paraná), est un footballeur italo-brésilien.

## Carrière
- 1996-1997 :  Coritiba FC
- 1998-1999 :  J. Malucelli
- 1999 :  SER Caxias do Sul (35 matches ; 24 buts)
- 1999-nov. 2000 :  Club América (31 matches ; 8 buts)
- 1999-2001 :  Deportivo Irapuato (46 matches ; 9 buts)
- 2001-2004 :  Club San Luis (85 matchs ; 39 buts)
- 2004-2007 :  AC Ajaccio (52 matches ; 5 buts)
- 2006-2008 :  CR Vasco da Gama
- 2008 :  Portuguesa de Desportos
- 2008-2009 :  CF Belenenses
- 2009:  Fortaleza Esporte Clube
- 2010:  Paykan FC
- 2011:  Dóxa Dráma

## Palmarès
- Champion du Mexique
- Premier match de D1 française : Sochaux-Ajaccio (1-0) le 7 août 2004
- Premier match de D1 portugaise : Porto-Belenenses (2-0) le 24 août 2008